# ایستر اکسپوزیتو
ایستر اکسپوزیتو (به اسپانیایی: Ester Expósito؛ زاده ۲۶ ژانویه ۲۰۰۰) بازیگر و مدل اسپانیایی است. وی با بازی در نقش کارلا روزن کالروگا در سریال اسپانیایی الیت که از شبکه نتفلیکس پخش شد، شناخته شد.

## آثار

### فیلم‌ها[۴]
| سال  | عنوان                         | نقش       | کارگردان          |
| ---- | ----------------------------- | --------- | ----------------- |
| ۲۰۱۶ | باشد که خداوند ما را نجات دهد | دختر جوان | رودریگو سوروگوین  |
| ۲۰۱۸ | وقتی فرشتگان می‌خوابند         | سیلویا    | گونزالو بندالا    |
| ۲۰۱۸ | پسر شما                       | آندره     | میگوئل آنگل ویواس |
| ۲۰۲۲ | ونوس                          | لوسیا     | ژاومه بالاگرو     |

### سریال‌های تلویزیونی[۴]
| سال       | عنوان                | نقش                | یادداشت |
| --------- | -------------------- | ------------------ | ------- |
| ۲۰۱۶      | سانترو میدیکو        | روزا مارتین        | ۱ قسمت  |
| ۲۰۱۶–۲۰۱۸ | قفل شده              | هیجا دی فرناندو    | ۲ قسمت  |
| ۲۰۱۷      | استوی ویوو           | روت                | ۸ قسمت  |
| ۲۰۱۸–۲۰۲۰ | الیت                 | کارلا روزن کالروگا | ۲۴ قسمت |
| ۲۰۱۹      | لا کازا مونتره‌پردیدو | لوسیا کاستون گراو  | ۷ قسمت  |